# Subject-matter expert
Un subject-matter expert (SME) o esperto in materia è una persona riconosciuta come un'autorità in una particolare area o argomento.

## Significato comune
La locuzione è comunemente utilizzata quando, nel corso della realizzazione di materiale su un argomento (un libro, un esame, un manuale, ecc.), il personale incaricato dello sviluppo del materiale necessita di competenze specifiche sull'argomento. Ad esempio:
- i test vengono spesso creati da un team di psicometrici e un team di SME, con i primi che studiano la progettazione del test ed i secondi che curano il contenuto effettivo dell'esame [1];
- libri, manuali e documentazione tecnica sono sviluppati da scrittori tecnici e designer didattici in congiunzione con gli SME;
- i comunicatori tecnici intervistano gli SME per recuperare informazioni e convertirle in modalità adatte al grande pubblico;
- gli SME sono spesso chiamati a firmare i materiali di formazione predisposti, verificandone l'accuratezza tecnica [2].

Negli ambiti farmaceutico e biotecnologico, lo standard ASTM E2500  assegna agli SME varie funzioni nella gestione di progetti e processi: in un progetto, ci saranno molti SME esperti in gestione di aria, acqua, servizi pubblici, macchinari, processi, imballaggio, stoccaggio, distribuzione e gestione della catena di distribuzione, solo per citarne alcuni. 
 "Gli esperti in materia sono definiti come gli individui con competenze e responsabilità specifiche in una particolare area o campo (ad esempio unità di qualità, ingegneria, automazione, sviluppo, operazioni). Gli esperti in materia dovrebbero assumere il ruolo guida nella verifica dei sistemi di produzione, se del caso nella loro area di competenza e responsabilità". - ASTM E2500 §6.7.1 e §6.7.2.
 In campo ingegneristico e tecnico, uno SME è l'autorità nella progettazione, nei calcoli e nelle prestazioni di un sistema o processo.
Nei settori scientifici e accademici, gli esperti in materia sono assunti per eseguire revisioni tra pari  e sono utilizzati come personale addetto alla supervisione per riesaminare le relazioni in campo contabile e finanziario.
Un avvocato di un'agenzia amministrativa può essere designato come uno SME se è specializzato in un particolare settore del diritto, come ad esempio illeciti, diritti di proprietà intellettuale, ecc. Uno studio legale può utilizzare uno SME come testimone esperto.
Negli ambienti di ricerca elettronica, il termine SME identifica i professionisti con esperienza nell'utilizzo delle tecnologie di revisione assistita da computer (CAR) e Assisted Review (TAR) che possono eseguire ricerche progettate per produrre risultati accurati che identifichino gruppi di dati come potenzialmente rispondenti (o non rispondenti) a specifiche tematiche. Gli SME in quest'ambito in genere hanno anche esperienza nella costruzione delle stringhe di ricerca utilizzate nella ricerca. Si riferisce anche agli esperti utilizzati per "addestrare" i sistemi TAR.

## Esperto di dominio (software)
Un esperto di dominio viene spesso utilizzato nello sviluppo di software di sistemi esperti, ove il termine si riferisce sempre al dominio diverso dal dominio del software; ad esempio, lo sviluppo di software di contabilità richiede conoscenze in due diversi settori: contabilità e software.
Negli ambienti di ingegneria del software, il termine è usato per descrivere professionisti con esperienza nel campo di applicazione, ma ha anche una definizione più ampia in ingegneria e alta tecnologia relativamente ad individui con la più grande esperienza in un argomento tecnico. Agli SME viene spesso chiesto di rivedere, migliorare e approvare il lavoro tecnico, guidare e formare gli altri collaboratori. Secondo Six Sigma, uno SME "mostra il più alto livello di competenza nell'esecuzione di un lavoro specializzato, attività o abilità di ampia definizione".
Nello sviluppo di software, come nello sviluppo di "sistemi informatici complessi" (ad esempio, intelligenza artificiale, sistemi esperti, controllo, simulazione o software aziendale), uno SME è una persona a conoscenza del dominio rappresentato (ma spesso non è informato sulla tecnologia di programmazione utilizzata per rappresentarla nel sistema). Lo SME comunica agli sviluppatori di software cosa deve fare il sistema informatico e come intende utilizzarlo; può interagire direttamente con il sistema, possibilmente attraverso un'interfaccia semplificata, o può codificare la conoscenza del dominio per l'utilizzo da parte di ingegneri della conoscenza o ontologi. Lo SME è anche coinvolto nella fase di convalida del sistema risultante. SME ha un significato formale in determinati contesti come i modelli di maturità delle capacità.